# Marie-Rose Mociorniță
Marie-Rose Mociorniță este o femeie de afaceri din România. 
A emigrat în Canada, în anii 1970, după eliberarea din închisoare a tatălui ei, Ion Mociorniță. Trei ani mai târziu, i se permitea și lui Ion Mociorniță să părăsească țara. A revenit în România în anii 1990.
Este divorțată și are un fiu, Joseph.